# Isola (album)
Isola è il terzo album discografico in studio del gruppo musicale rock svedese Kent, pubblicato nel 1997 nell'edizione svedese e nel 1998 nell'edizione inglese.

## Tracce
Versione svedese
1. Livräddaren – 4:36
2. Om Du Var Här – 4:00
3. Saker Man Ser – 3:53
4. Oprofessionell – 4:45
5. OWC – 3:08
6. Celsius – 4:15
7. Bianca – 4:55
8. Innan Allting Tar Slut – 3:40
9. Elvis – 4:33
10. Glider – 4:04
11. 747 – 7:47

Versione inglese
1. Lifesavers – 4:36
2. If You Were Here – 4:01
3. Things She Said – 3:55
4. Unprofessional – 4:45
5. OWC – 3:10
6. Celsius – 4:16
7. Bianca – 4:56
8. Before It All Ends – 3:40
9. Elvis – 4:33
10. Velvet – 4:06
11. Glider – 4:05
12. 747 – 7:48

## Formazione
- Joakim Berg – voce, chitarra
- Martin Sköld – basso, tastiere
- Sami Sirviö – chitarra, tastiere
- Harri Mänty – chitarra, percussioni, drum machine
- Markus Mustonen – batteria, piano, cori